# Kevin Martínez Gil
Kevin Martínez Gil (Valencia, España, 31 de agosto de 1991), más conocido como Kevin Martínez, es un entrenador de fútbol español que actualmente dirige al Club Deportivo Ibiza Islas Pitiusas de la Segunda División RFEF.

## Trayectoria
Kevin es natural de Valencia, posee los títulos de Técnico Superior en Fútbol (Nivel 3), Grado de Ciencias del Deporte por la Universidad de Valencia y un Máster de Alto Rendimiento en Deportes Colectivos del FC Barcelona. Comenzó su trayectoria en los banquillos como entrenador del fútbol base del Manises Club de Fútbol.
En la temporada 2014-15, sería segundo entrenador del Huracán Valencia Club de Fútbol Juvenil de la División de Honor.
En octubre de 2015, tras hacerse cargo Raúl Garrido del primer equipo del Huracán Valencia Club de Fútbol, Kevin se convierte en segundo entrenador del Huracán Valencia Club de Fútbol de la Segunda División B de España.
En la misma temporada, seguiría los pasos de Raúl Garrido, y acabaría la temporada como segundo entrenador del Olímpic de Xàtiva de la Segunda División B de España.
En septiembre de 2016, firma como segundo entrenador del CD Eldense de la Segunda División B de España, en el que trabaja un mes.
En 2017, sería director deportivo de la Tianjin Federation.
En noviembre de 2017, firma como segundo entrenador de la UE Olot de la Segunda División B de España, acompañando a Raúl Garrido, club donde trabaja durante cuatro temporadas.
El 20 de junio de 2021, firma como segundo entrenador del CD Ibiza, en su debut en la Segunda División RFEF.
El 9 de junio de 2022, firma como primer entrenador de la Penya Esportiva Sant Jordi de la Tercera División RFEF.
El 29 de marzo de 2023, firma como entrenador del Club Deportivo Ibiza Islas Pitiusas de la Segunda División RFEF, tras la destitución de Manu Calleja.

## Clubes
| Club                                                | País   | Año             |
| --------------------------------------------------- | ------ | --------------- |
| Huracán Valencia Club de Fútbol (2º entrenador)     | España | 2015-2016       |
| Olímpic de Xàtiva (2º entrenador)                   | España | 2016            |
| UE Olot (2º entrenador)                             | España | 2017-2021       |
| Club Deportivo Ibiza Islas Pitiusas (2º entrenador) | España | 2021-2022       |
| Penya Esportiva Sant Jordi                          | España | 2022-2023       |
| Club Deportivo Ibiza Islas Pitiusas                 | España | 2023-actualidad |